# Ioan Duns Scotus
Ioan Duns Scotus, în latină Johannes Duns Scotus, în engleză John Duns Scotus (n. 1266, Duns⁠(d), Scoția, Regatul Unit – d. 8 noiembrie 1308, Köln, Sfântul Imperiu Roman) a fost teolog și filosof medieval, fondator al curentului scolastic denumit scotism. Pentru precizia argumentației sale a fost supranumit Doctor Subtilis. Pe mormântul său, aflat în Biserica Minoriților din Köln, stă scris: Scotia me genuit. Anglia me suscepit. Gallia me docuit. Colonia me tenet („Scoția m-a născut/ Anglia m-a primit/ Franța m-a învățat/ Köln-ul mă ține”). 

## Biografie
Ioan Duns Scotus s-a născut aprox. în anul 1266, la Duns, comitatul Berwick, sau Maxton, comitatul Roxburgh (Scoția), fiu al unui bogat proprietar de pământ.
În anul 1277 este trimis la mănăstirea franciscană din Dumfries, unde unchiul său era vicar general, iar în 1281 intră în ordinul franciscan. În 1291 a fost hirotonit preot.
Între 1293 și 1296 studiază la Paris iar între 1297 și 1301 se găsește la Oxford, unde scrie primul comentariu al său la Sentințele lui Petrus Lombardus, sub titlul de Opus Oxoniense. Între 1302 și 1303 a predat la Universitatea din Paris.
În 1303 a fost silit să părăsească Franța, datorită implicării în disputa dintre Filip al IV-lea cel Frumos și papa Bonifaciu al VIII-lea pe tema impozitării averilor bisericești.
Între 1303 și 1304 Scotus s-a aflat în exil, probabil în Anglia, la Cambridge sau Oxford.
În 1304 revine la Paris unde, în 1305, primește titlul de doctor în teologie. În 1307 este trimis la Köln, datorită implicării în alte controverse, de data aceasta cu privire la doctrina despre Fecioara Maria, mai precis despre Neprihănita Zămislire, soluționată definitiv la 1854, de către papa Pius al IX-lea (1844-1878). 
Scotus a murit la Köln, la 8 noiembrie 1308, probabil într-o epidemie de pestă/ciumă. Este înmormântat în biserica franciscanilor minori conventuali (Minoriten Kirche).
În 1710 episcopul de Nole oficializează cultul "Preafericitului John Duns Scotus". La 20 martie 1993 a fost beatificat de papa Ioan Paul al II-lea (1978-2005).

## Filosofie și metodă
Duns Scot, ca majoritatea filosofilor creștini din acel timp, separă în mod net filosofia de teologie, dar recurge uneori la una pentru a explica pe cealaltă. Filosofia ocupă totuși cea mai mare parte a operelor sale, până la problema revelației. Se poate spune că în centrul preocupărilor sale se găsesc toate consecințele raționale ale dogmei libertății creației divine. El accentuează caracterul arbitrar al legilor instituite de Dumnezeu: "Non quaerenda ratio quorum non est ratio" ("Nu trebuie căutată rațiunea în ceea ce este lipsit de rațiune").

### Despre necesitatea revelației divine
Duns Scot analizează conceptul cauzalității în scopul unei demonstrații riguroase a existenței lui Dumnezeu, ființă supremă și infinită. Totuși, pentru a cunoaște adevărul în toată plenitudinea lui și pentru a îndeplini destinul veșnic, el consideră că omul nu trebuie să recurgă la judecată sau la considerații filosofice, ci să facă apel la revelația divină, care completează și desăvârșește cunoașterea naturală fără a genera vreo contradicție cu aceasta. Pentru Duns Scot teologia și filosofia sunt două discipline dinstincte și independente, totuși ele sunt complementare, pentru că teologia folosește filosofia ca instrument de lucru ("philosophia ancilla theologiae" = "filosofia este în seviciul teologiei").
În ceea ce privește problema dacă teologia este sau nu știință, Duns Scot se delimitează net de opiniile lui Toma de Aquino: în timp ce acesta definea teologia în primul rând ca disciplină speculativă, Duns Scot o consideră ca știință practică, care nu se ocupă de probleme teoretice decât în măsura în care poate contribui la salvarea sufletelor prin revelație. Prin credință se poate ajunge la certitudinea absolută, după care sufletul uman este incoruptibil și nemuritor. Rațiunea poate furniza argumente în favoarea unei asemenea ipoteze, dar nu o poate demonstra cu preciziune.

### Percepția lucrurilor particulare
La fel ca și Toma de Aquino, Duns Scot adoptă o doctrină realistă, dar vederile lor diferă în special în problema percepției. Duns Scot admite că atât intelectul, cât și simțurile pot percepe și înțelege realitatea lucrurilor în mod direct și intuitiv. Toma de Aquino susținea că intelectul nu poate percepe direct singularitatea lucrurilor materiale, ci doar natura universaliilor dedusă din percepțiile senzoriale. Duns Scot se opune în egală măsură vederilor lui Averroes privind problema percepției, afirmând că realitatea materială conține în ea însăși elementele care permit să fie înțeleasă ca atare.

### Voința umană și voința divină
După Duns Scot, categoriile universale ("universalia") nu sunt independente de spiritul uman, fiecare existență particulară sau singulară posedă o natură formală distinctă. Astfel, cunoașterea adevărurilor eterne are o bază obiectivă, din care derivă libertatea omului și întâietatea voinței umane. Combătând ipoteza după care actele divine ar rezulta dintr-un liber arbitru, el admite totuși că existența reală a lucrurilor depinde de libera decizie a lui Dumnezeu, așa cum obligațiile morale depind de voința divină.

## Moștenirea
Multe secole după moartea sa, adepții „scotismului” au fost în dispută cu cei ai „tomismului” formulat de discipolii lui Toma de Aquino. Influența lui Duns Scot s-a exercitat în special asupra scolasticii spaniole tardive, iar în restul Europei asupra unora din filosofii iluminismului (Christian Wolff, Immanuel Kant). Elemente dezbătute în operele lui Duns Scot au fost reluate în secolul al XX-lea de filosofi ca Charles Peirce și Martin Heidegger.

## Opere
- Parva logicallia (înainte de anul 1295)
- Lectura (Textele din prima perioadă de la Oxford)
- Quaestiones super libros De anima
- Quaestiones super libros Metaphysicorum Aristotelis (ca. 1300)
- Expositio super libros Metaphysicorum Aristotelis
- Collationes oxonienses et parisienses (1303-1305)
- Reportatio parisiensis (1304-1305)
- Quaestiones Quodlibetales (1306-1307)
- De primo rincipio (Despre primul principiu, singurul tratat sistematic atribuit lui John Duns Scotus)
- Theoremata
- De rerum principio ("Despre principiul lucrurilor", lucrare neautentică).